# Ozoir-le-Breuil
Pour les articles homonymes, voir Ozoir et Le Breuil.
Ozoir-le-Breuil est une ancienne commune française située dans le département d'Eure-et-Loir en région Centre-Val de Loire, commune déléguée depuis le 1er janvier 2017 de la commune nouvelle Villemaury.

## Géographie

### Situation

Situation géographique
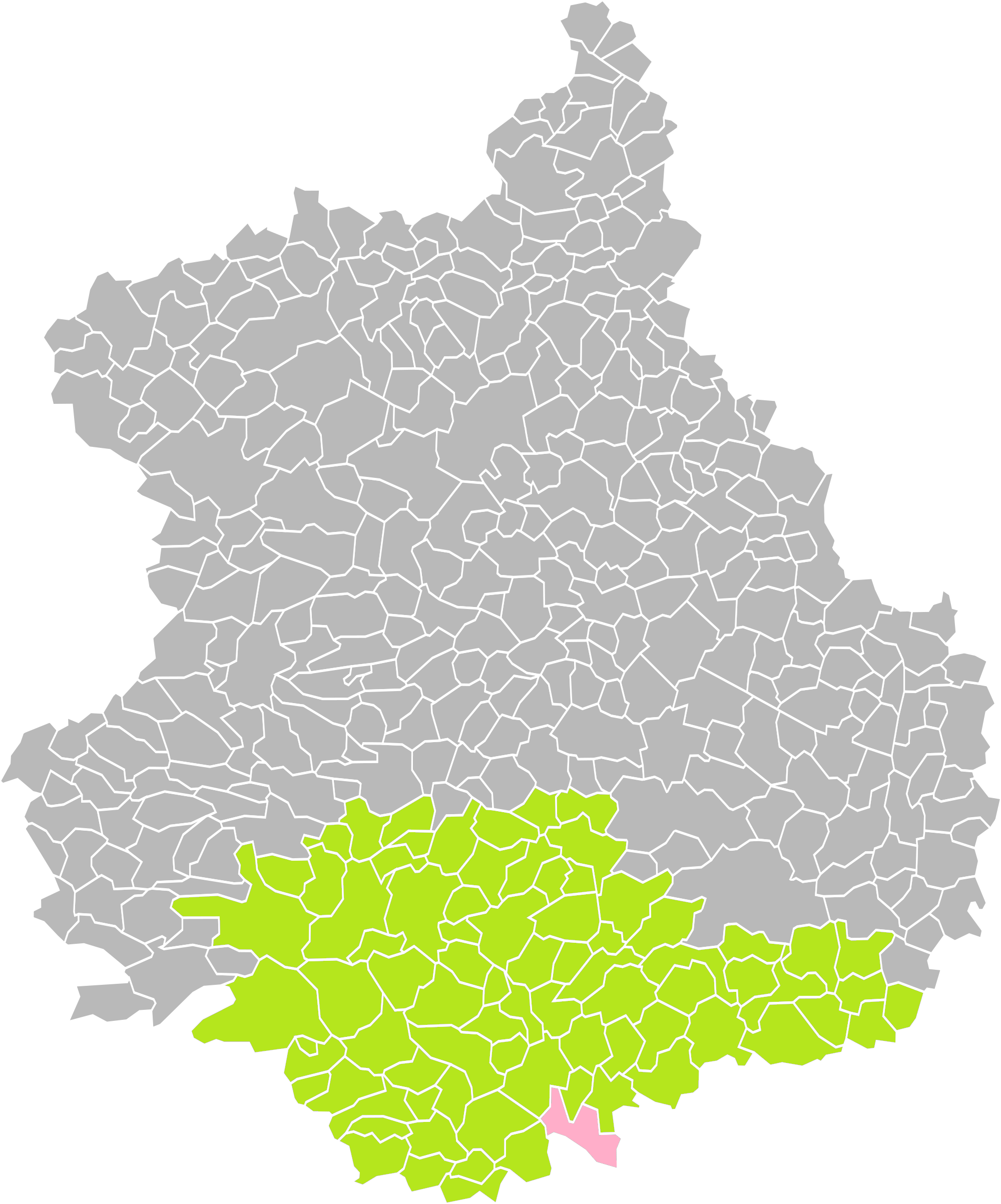
Ozoir-le-Breuil dans son arrondissement.
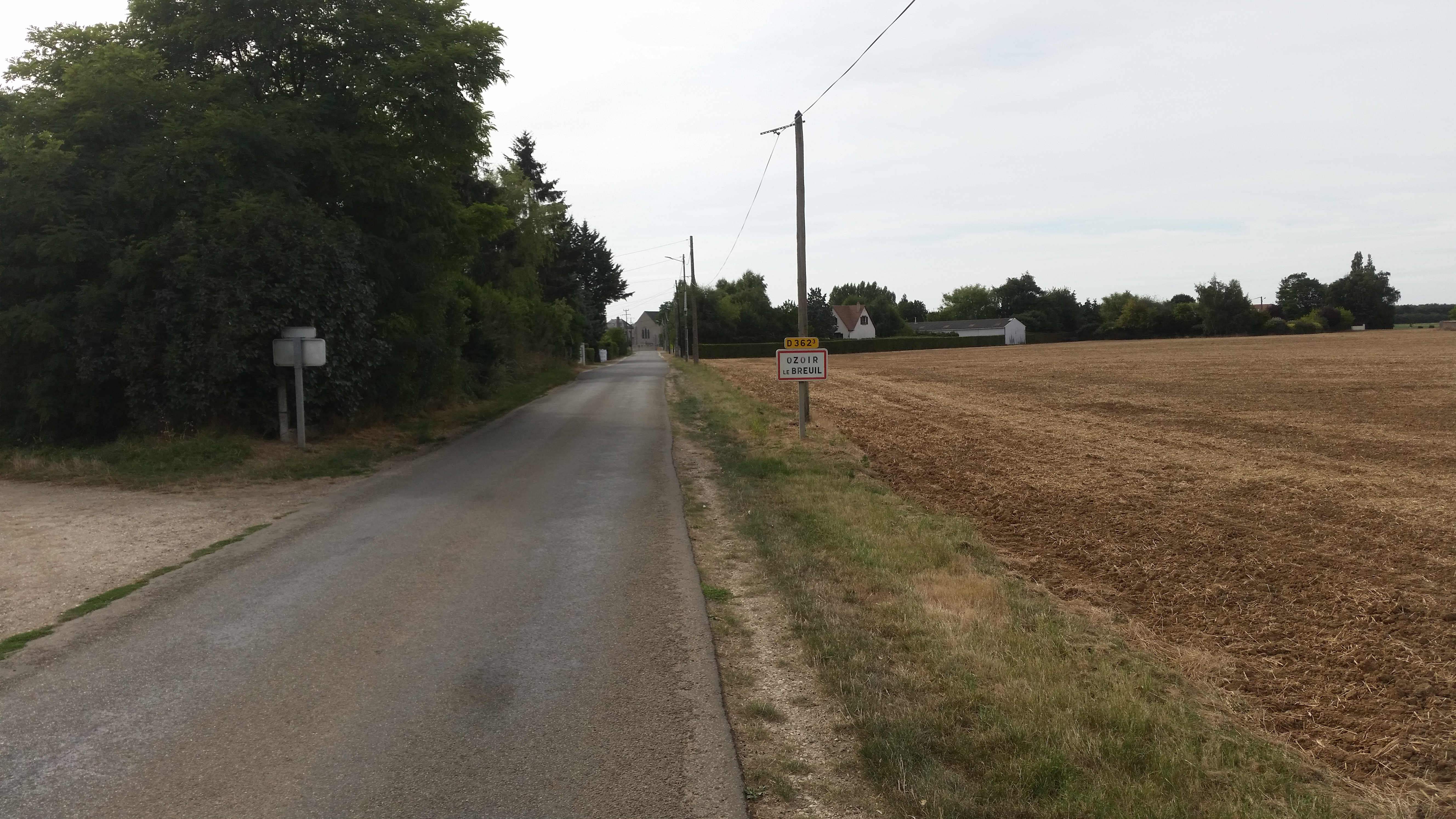
Entrée par la RD 3623.
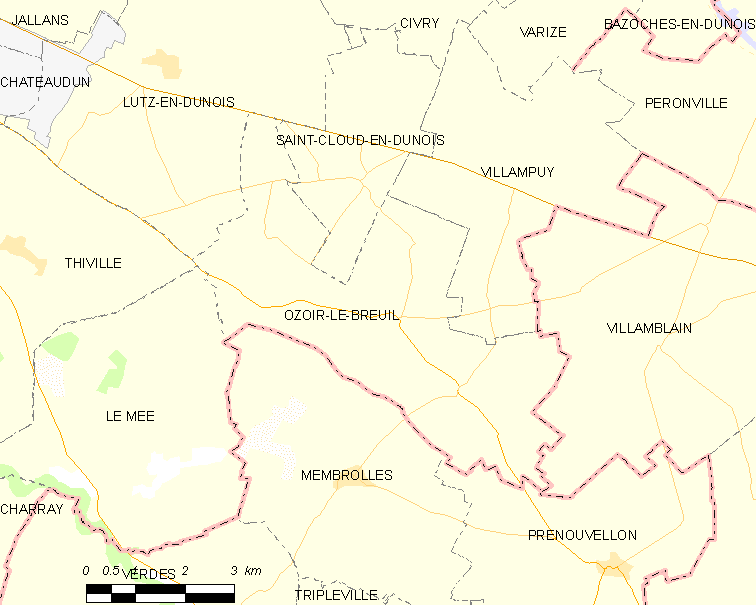
Carte de la commune d'Ozoir-le-Breuil, 2012.

### Communes et départements limitrophes
Ozoir-le-Breuil, commune du département d'Eure-et-Loir en région Centre-Val de Loire, est limitrophe de deux départements, le Loiret et le Loir-et-Cher, appartenant tous deux à la même région Centre-Val de Loire.
| Lutz-en-Dunois | Saint-Cloud-en-Dunois     | Villampuy                   |
| Thiville       | Ozoir-le-Breuil           | Villamblain (Loiret)        |
| Le Mée         | Membrolles (Loir-et-Cher) | Prénouvellon (Loir-et-Cher) |

## Toponymie
La localité est désignée sous le nom de Oratorium le Bruill en 1332. Ozoir est dérivé de oratorium, l'oratoire.
Quant à Breuil, il est issu du gaulois brogilos, qui désigne un petit bois enclos.

## Histoire

### Époque contemporaine

#### XXesiècle
Le 1er janvier 2017, Ozoir-le-Breuil est intégrée à la commune nouvelle de Villemaury, avec le statut de commune déléguée.

## Politique et administration

### Liste des maires
| Période                                  | Période          | Identité       | Étiquette | Qualité     |
| ---------------------------------------- | ---------------- | -------------- | --------- | ----------- |
| Mars 2001                                | Mars 2008        | Philippe Neveu |           |             |
| Mars 2008                                | Mars 2014        | Régis Derelle  |           |             |
| Mars 2014                                | 31 décembre 2016 | Jérôme Leclerc | SE        | Agriculteur |
| Les données manquantes sont à compléter. |                  |                |           |             |

## Population et société

### Démographie
L'évolution du nombre d'habitants est connue à travers les recensements de la population effectués dans la commune depuis 1793. À partir du 1er janvier 2009, les populations légales des communes sont publiées annuellement dans le cadre d'un recensement qui repose désormais sur une collecte d'information annuelle, concernant successivement tous les territoires communaux au cours d'une période de cinq ans. 
Pour les communes de moins de 10 000 habitants, une enquête de recensement portant sur toute la population est réalisée tous les cinq ans, les populations légales des années intermédiaires étant quant à elles estimées par interpolation ou extrapolation. Pour la commune, le premier recensement exhaustif entrant dans le cadre du nouveau dispositif a été réalisé en 2006,.
En 2014, la commune comptait 453 habitants, en évolution de +5,1 % par rapport à 2009 (Eure-et-Loir : +1,94 %, France hors Mayotte : +2,49 %).
| 1793 | 1800 | 1806 | 1821 | 1831 | 1836 | 1841 | 1846 | 1851 |
| ---- | ---- | ---- | ---- | ---- | ---- | ---- | ---- | ---- |
| 523  | 345  | 563  | 587  | 614  | 684  | 726  | 762  | 753  |

| 1856 | 1861 | 1866 | 1872 | 1876 | 1881 | 1886 | 1891 | 1896 |
| ---- | ---- | ---- | ---- | ---- | ---- | ---- | ---- | ---- |
| 768  | 788  | 802  | 805  | 815  | 803  | 789  | 800  | 807  |

| 1901 | 1906 | 1911 | 1921 | 1926 | 1931 | 1936 | 1946 | 1954 |
| ---- | ---- | ---- | ---- | ---- | ---- | ---- | ---- | ---- |
| 789  | 786  | 789  | 652  | 658  | 646  | 679  | 700  | 703  |

| 1962 | 1968 | 1975 | 1982 | 1990 | 1999 | 2006 | 2011 | 2014 |
| ---- | ---- | ---- | ---- | ---- | ---- | ---- | ---- | ---- |
| 622  | 558  | 465  | 465  | 428  | 399  | 414  | 453  | 453  |

## Culture locale et patrimoine

### Lieux et monuments

#### Le moulin à vent de Frouville-Pensier
Inscrit MH (1988).
Il est le seul moulin-tour du département d'Eure-et-Loir. Implanté depuis le XIIIe siècle, dans le milieu de la plaine, dans une zone choisie par des conditions climatiques très favorables. Le moulin actuel date de 1826 et est resté en activité jusqu'en 1916.
Abandonné par la suite, il retrouve une seconde jeunesse en 1982, avec la création de l'Association de sauvegarde du moulin de Frouville-Pensier. Elle l'a entièrement restauré et lui a permis de produire à nouveau, pour le principe, de la farine depuis 1991.

Le moulin à vent de Frouville-Pensier
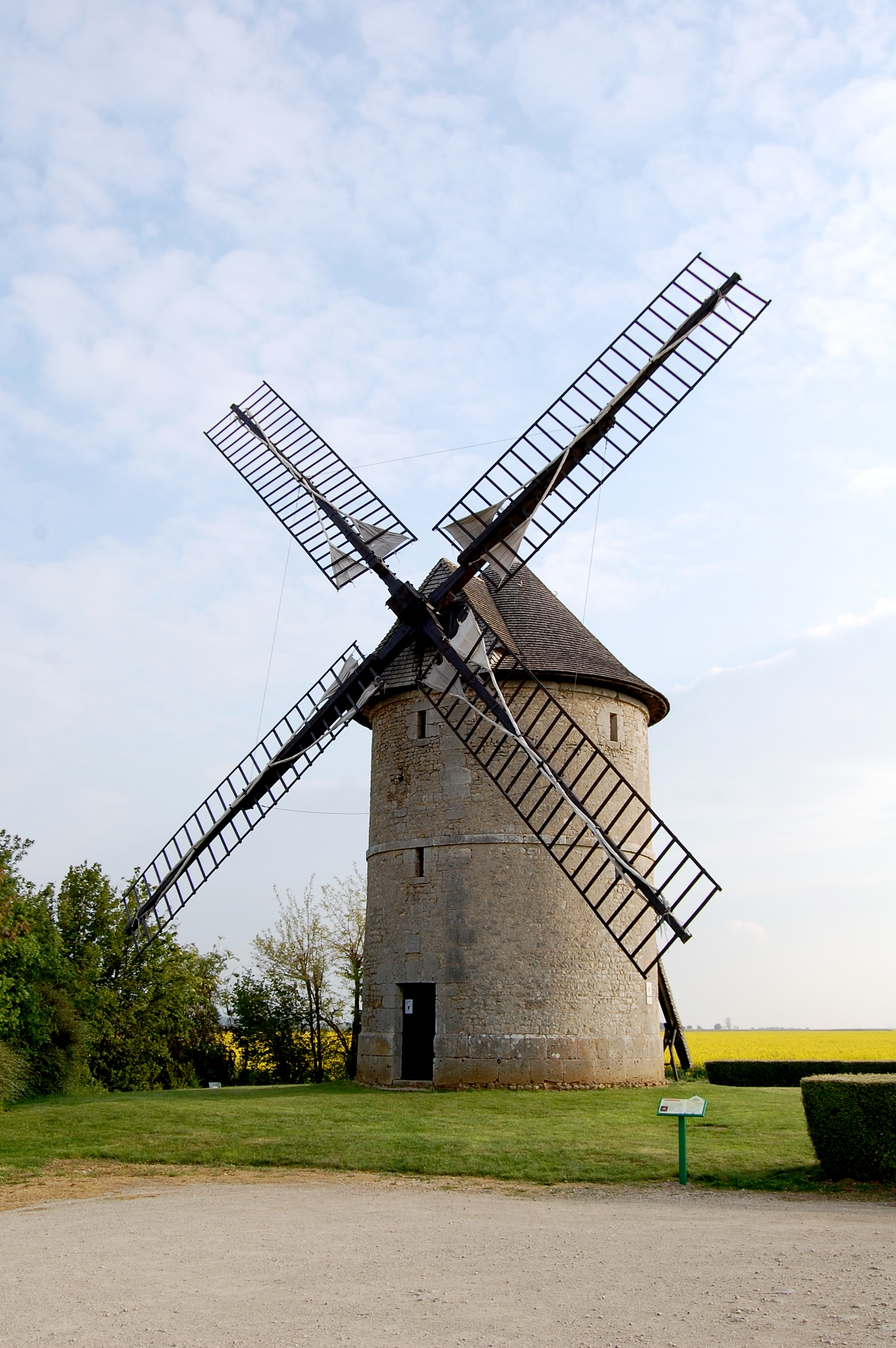
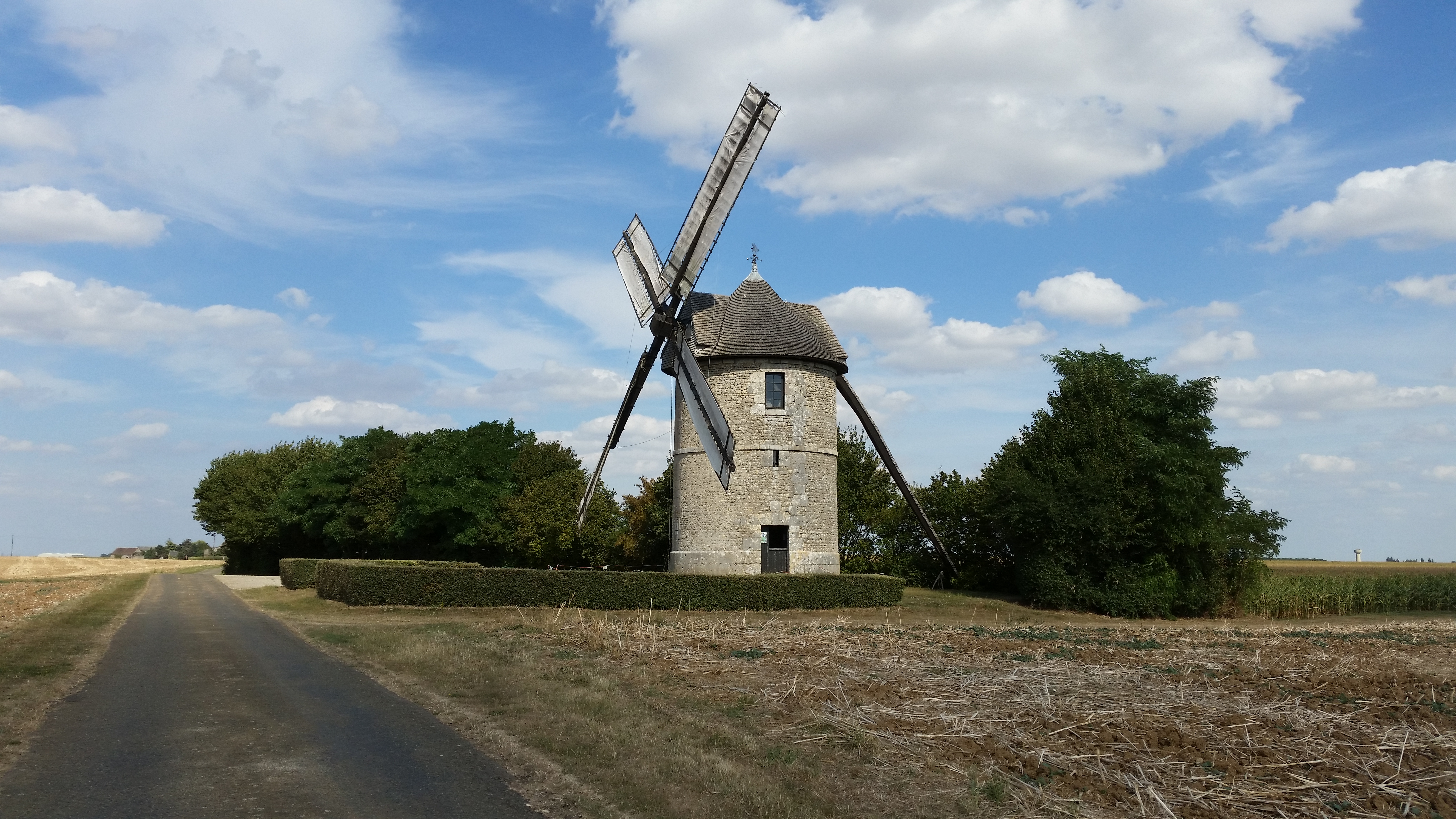
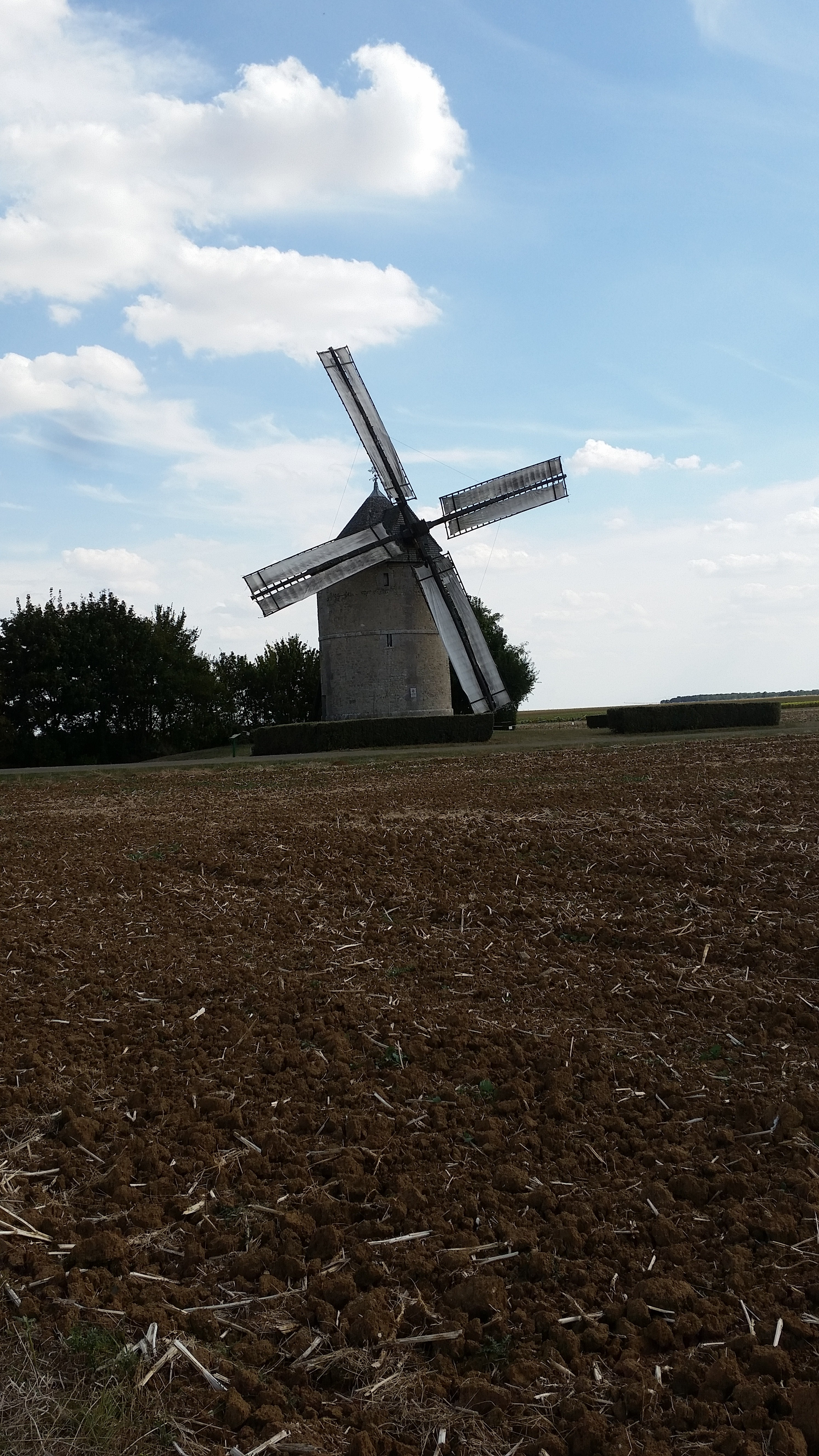

#### Autres lieux et monuments
- L'église Saint-Martin, reconstruite en 1861 et consacrée en 1862[10] ;
- Le monument aux morts.

Autres lieux et monuments
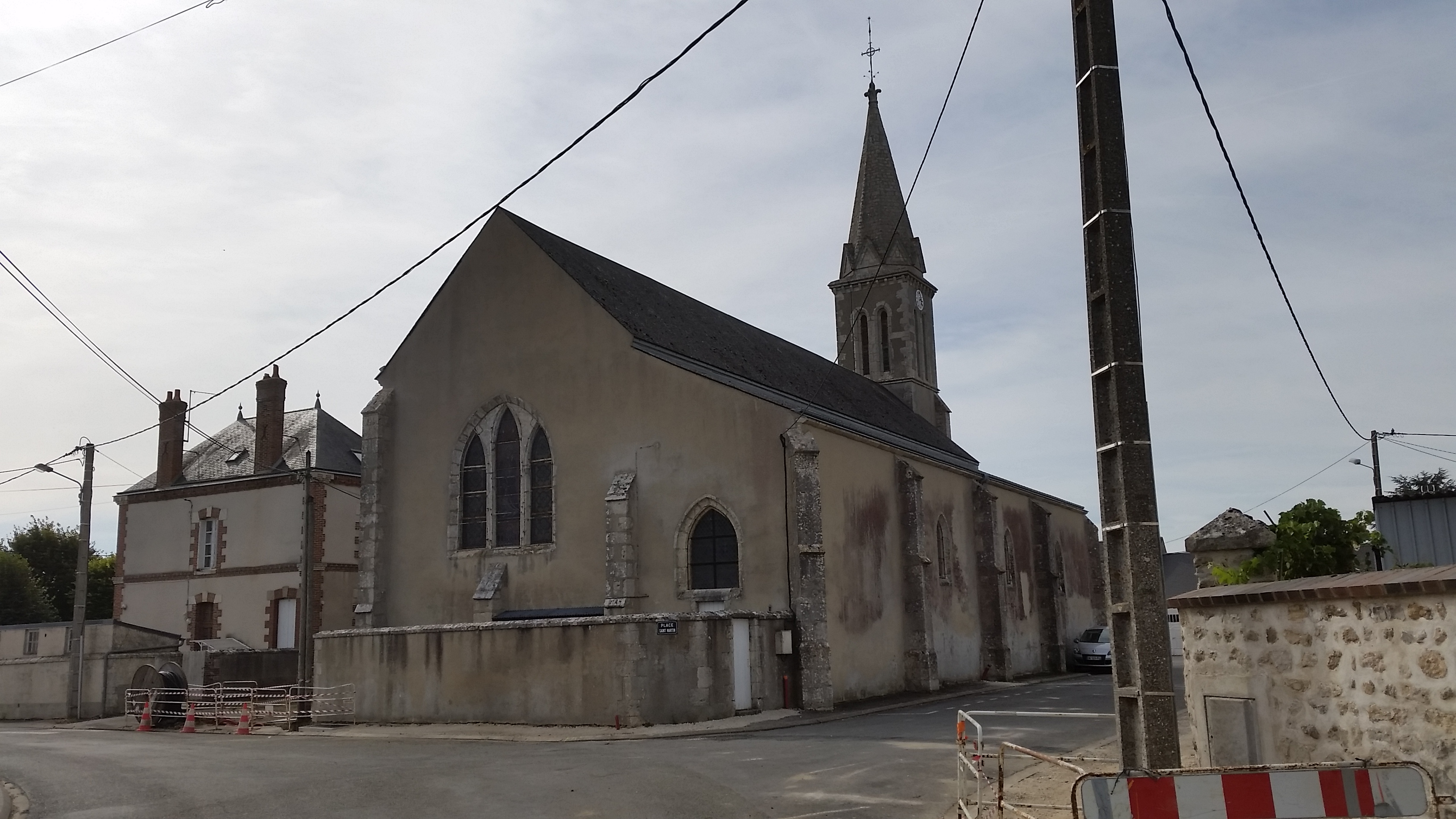
La place Saint-Martin et l'église d'Ozoir-le-Breuil.
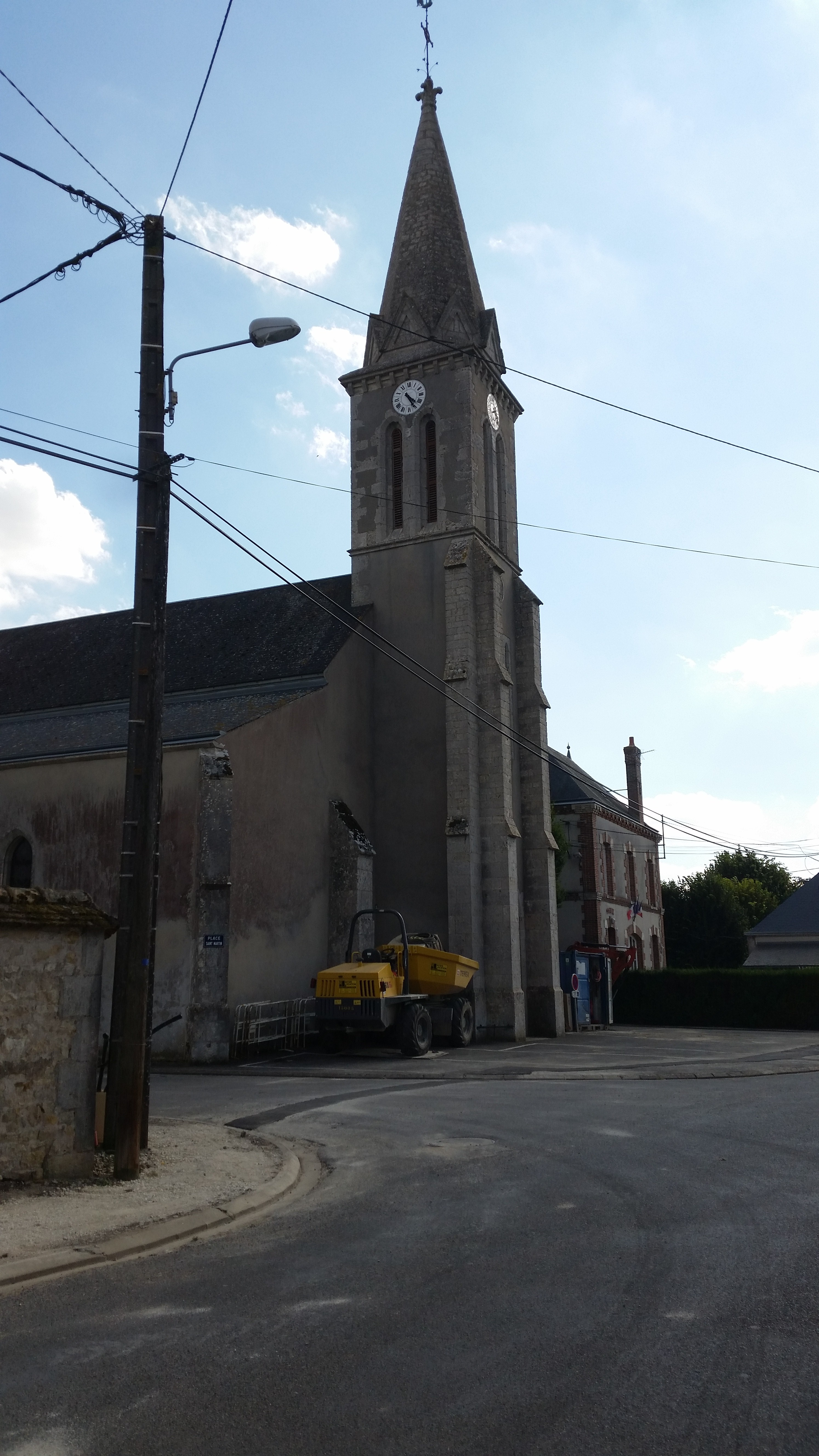
L'église Saint-Martin.
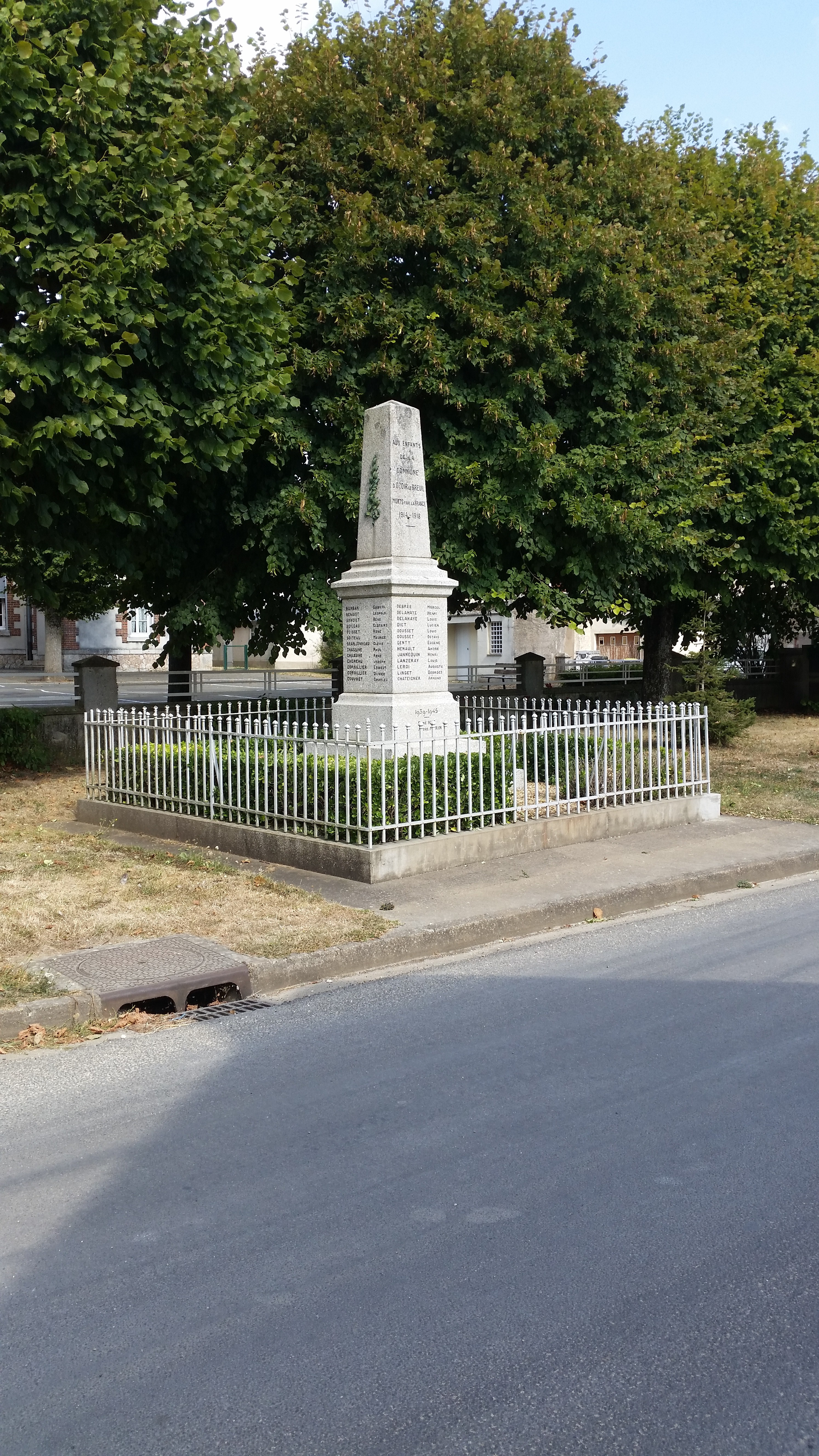
Le monument aux morts.